# Cymbiodyta columbiana
Cymbiodyta columbiana är en skalbaggsart som beskrevs av John Henry Leech 1948. Cymbiodyta columbiana ingår i släktet Cymbiodyta och familjen palpbaggar. Inga underarter finns listade i Catalogue of Life.